# Yin Fatang
Yin Fatang (Feicheng (Shandong), juli 1922 – Peking, 20 juni 2025) was een Chinese politicus en militair bevelhebber.

## Leven
Vanaf 1951 nam hij deel aan integratie van Tibet in de Volksrepubliek China. Hij was een van de weinige Chinese functionarissen in Tibet die Tibetaans leerde spreken. Hij had nauwe banden met Deng Xiaoping en Hu Yaobang.
Hij was partijsecretaris van de Tibetaanse Autonome Regio van maart 1980 tot juni 1985. Aan het begin van zijn regering stond een liberalisering van de politiek in Tibet voor. Zijn beleid verkoelde echter met het jaar dat hij in dienst was en tijdens een regionaal partijcongres in 1984 liet hij weten dat de veertiende dalai lama niet naar Tibet terug mocht keren wanneer hij niet bereid was zijn fouten te erkennen. De dalai lama concludeerde hieruit dat er een aanscherping was geweest van het beleid van Peking richting Tibet.
In 1985 werd Yin gepromoveerd tot belangrijke posten in de centrale overheid.
Yin Fatang overleed op 20 juni 2025 op 102-jarige leeftijd.